# Santuario de Nuestra Señora de la Fuencisla
El Santuario de Nuestra Señora de la Fuencisla es una iglesia católica ubicada en las afueras de la ciudad española de Segovia, que alberga a la patrona de la ciudad, la Virgen de la Fuencisla.

## Historia
El santuario tiene su origen en una pequeña ermita construida alrededor del siglo XIII al pie de las denominadas Peñas Grajeras, en la orilla norte del Eresma. La ermita fue posteriormente ampliada en estilo renacentista.

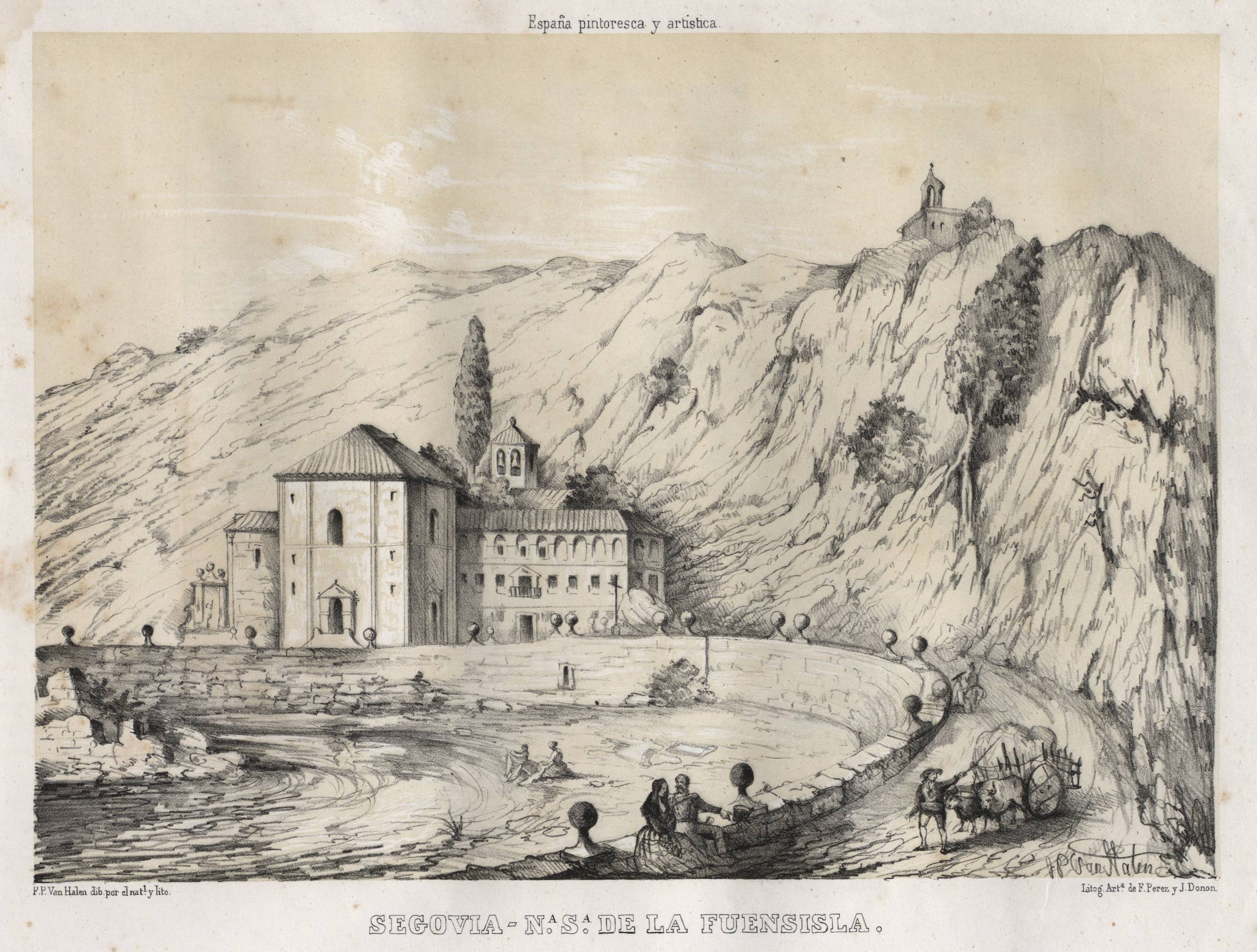
Vista del santuario en 1847, litografía de Francisco de Paula van Halen en la obra España pintoresca y artística.

A finales del siglo XVI el templo se consideró de reducidas dimensiones y se decidió la construcción de un nuevo edificio que corresponde con el edificio actual. El 15 de octubre de 1598 el obispo de Segovia, Andrés Pacheco, puso la primera piedra. Las trazas fueron de Francisco de Mora siendo ejecutadas por el segoviano Pedro de Brizuela. Posteriormente, los hagiógrafos de la Virgen de la Fuencisla llegaron a atribuir las trazas al propio Felipe II. El nuevo templo fue finalizado en septiembre de 1613. A su inauguración asistió el monarca Felipe III y su familia.
En el siglo XVIII se realizaron diversas obras de importancia. En 1709 se construye la sacristía con trazas del carmelita fray Pedro de la Visitación y la reja del altar mayor, originalmente de madera, fue sustituida por una de hierro encargada por el gremio de cardadores de la ciudad.
En los inicios del siglo XXI se produjo un desprendimiento parcial de las Peñas Grajeras (unas 1800 toneladas) que generaron daños graves en la casa rectoral aneja al templo en su lado este. De igual forma resultaron heridas de gravedad algunas de las religiosas que la habitaban. En 2015 se realizaron obras de restauración del camarín de la Virgen que había estado afectado por goteras. El lugar fue visitado por el Papa Juan Pablo II en 1982.

## Descripción
El edificio se sitúa en la parte más al norte de la ciudad, extramuros de la misma, en la orilla norte del río Eresma tras haber confluido este con el río Clamores. 

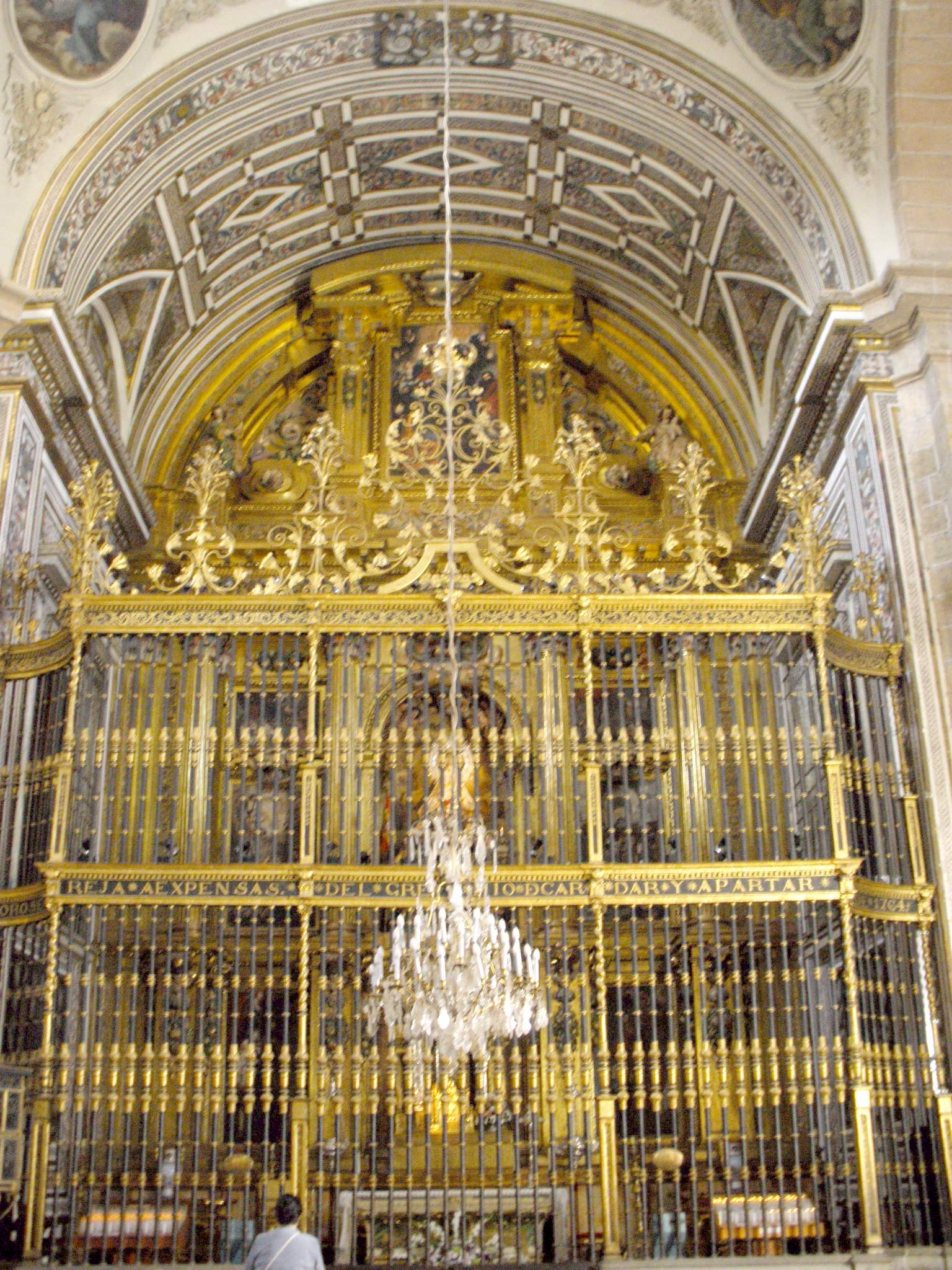
El presbiterio con el retablo principal y su reja.

El exterior del edificio está desornamentado, salvo la puerta principal que cuenta con un arco de medio punto rematado con un frontón triangular.
El templo es de planta central cuadrangular. El vestíbulo como el presbiterio del altar mayor forman dos espacios diferenciados dentro de la planta. La iglesia se remata por una cúpula sobre pechinas. El retablo del siglo XVIII es obra de Pedro de Prádena y está rematado por un lienzo representando la Asunción por Ribera.
Tras el lugar del retablo que ocupa la imagen de la Virgen se  localiza su camarín, que permite el fácil acceso a la imagen. Es obra de Pedro de la Torre. Se encuentra excavado en la roca. Se trata de una estancia de planta cuadrangular, ricamente decorada y con una cúpula. En su decoración se utiliza el marmoleado y decoraciones de gusto barroco. 
Frente al santuario, hasta el río Eresma y frente a la entrada del convento carmelita descalzo de San Juan de la Cruz se dispone una alameda utilizada como lugar de recreo por los segovianos.

### Individuales
1. 1 2 3  «Santuario de Nuestra Señora de la Fuencisla». turismoreligioso.turismodesegovia.com. Archivado desde el original el 15 de abril de 2016. Consultado el 23 de diciembre de 2020.
2. ↑  Certamen poético celebrado con motivo del concurso de premios abierto por la Academia Bibliográfica-Mariana para solemnizar el primer aniversario de su instalación en la noche del 18 de octubre 1863. Lérida: F. Armenteros y Segura. 1887. p. 53. Consultado el 23 de diciembre de 2020.
3. ↑  «Santuario de Nuestra Señora de la Fuencisla». turismoreligioso.turismodesegovia.com. Archivado desde el original el 15 de abril de 2016. Consultado el 23 de diciembre de 2020.
4. ↑  Sol, Manuel del (2022). «Grandiosas fiestas de la traslación de la Virgen de la Fuencisla en la ciudad de Segovia (1613)». Ceremonia, magnificencia y ostentación: la representación del poder de las élites en la Edad Moderna : siglos XVI-XVIII, 2022, ISBN 978-84-19077-55-4, págs. 527-576 (Ramiro Domínguez Hernanz): 527-576. ISBN 978-84-19077-55-4. Consultado el 5 de octubre de 2023.
5. ↑  Cabrera de Córdoba, Luis (1857). Relaciones de las cosas sucedidas en la córte de España derde 1599 pasta 1614. Madrid. p. 529. Consultado el 23 de diciembre de 2020.
6. ↑  Gómez Antón, Noelia (8 de abril de 2005). «Milagro del Santuario de la Fuencisla». ABC.
7. ↑  «Tres monjas resultan heridas al caer 1.800 toneladas de piedras sobre el santuario de la Fuencisla de Segovia». El Mundo. 7 de abril de 2005.
8. ↑  Redacción (20 de abril de 2015). «Las obras del camarín del Santuario de La Fuencisla recuperan el oratorio de reyes | El Adelantado de Segovia». El Adelantado de Segovia. Consultado el 6 de octubre de 2022.
9. ↑  «El Camarín del Santuario de la Fuencisla tiene goteras y humedades». Radio Segovia. 7 de noviembre de 2014.
10. ↑  Galindo, Marcelo (6 de noviembre de 2022). «El "Totus Tuus" de Juan Pablo II a Segovia.». El Adelantado de Segovia.
11. ↑  Belda Navarro, Cristóbal (4 de diciembre de 1997). Los siglos del Barroco. Ediciones AKAL. p. 153. ISBN 978-84-460-0735-7. Consultado el 6 de octubre de 2022.